# Linia kolejowa nr 62
Linia kolejowa nr 62 Tunel – Sosnowiec Główny – zelektryfikowana linia kolejowa w pograniczu województwa śląskiego i małopolskiego. Odcinek między Tunelem i Bukownem ma status linii o znaczeniu państwowym oraz jest częścią korytarza Bałtyk-Adriatyk transeuropejskiej sieci transportowej TEN-T. Linia stanowi końcowy odcinek historycznej Kolei Iwangorodzko-Dąbrowskiej.
Na odcinku Tunel – Dąbrowa Górnicza Strzemieszyce jest to linia dwutorowa, natomiast w stacji Tunel oraz na odcinku końcowym – jednotorowa. Pomiędzy Tunelem a Bukownem równolegle do trasy linii przebiega trasa Linii Hutniczej Szerokotorowej.
Pod koniec czerwca 2018 PKP Polskie Linie Kolejowe podpisały z konsorcjum firm Torkol, Mar-Bud i Nowak-Mosty umowę na rewitalizację odcinka Dąbrowa Górnicza Strzemieszyce – Dąbrowa Górnicza Wschodnia obejmującą m.in. ok. 8 km torów, obiekty inżynieryjne, urządzenia sterowania ruchem kolejowym, sieć trakcyjną oraz infrastrukturę do obsługi podróżnych. Miesiąc później PKP PLK podpisały ze Skanską umowę na remont odcinka Charsznica – Jaroszowiec Olkuski, obejmujący m.in. 20 km torów, sieć trakcyjną, przebudowę 22 obiektów (mosty i przepusty) oraz zwiększenie prędkości do 120 km/h.
W listopadzie 2022 PKP PLK podpisały umowę z firmą Skanska na prace na kolejnym odcinku, Jaroszowiec Olkuski – Olkusz – Bukowno, polegające na poprawie jakości torów oraz przebudowie sieci trakcyjnej i przejazdu kolejowo-drogowego w Rabsztynie. Efektem tych prac ma być zwiększenie maksymalnej prędkości dla pociągów pasażerskich do 120 km/h na całym wspomnianym odcinku.
W połowie grudnia 2023 PKP PLK podpisały z firmą Swietelsky Rail Polska umowę na kompleksową przebudowę stacji Olkusz, obejmującą m.in. zmianę układu torowego stacji, likwidację istniejącego peronu dzielonego z Linią Hutniczą Szerokotorową i budowę dwóch całkowicie nowych peronów. Zakończenie prac w ramach kontraktu zaplanowano na koniec 2025 roku.
W 2024 roku linię pasażersko obsługiwały pociągi spółki Polregio kursujące w relacjach Katowice/Sosnowiec Główny – Kozłów/Sędziszów/Kielce Główne oraz Wolbrom/Olkusz – Kraków Główny.
| odcinek linii | odcinek linii | szynobusy | pociągi pasażerskie | pociągi towarowe |
| ------------- | ------------- | --------- | ------------------- | ---------------- |
| km pocz.      | km końcowy    | Tor 1     | Tor 1               | Tor 1            |
| 0,749         | 3,400         | 60        | 60                  | 60               |
| 3,400         | 9,900         | 40        | 40                  | 40               |
| 9,900         | 12,000        | 60        | 60                  | 50               |
| 12,000        | 14,000        | 40        | 40                  | 40               |
| 14,000        | 34,783        | 120       | 120                 | 80               |
| 34,783        | 45,743        | 40        | 40                  | 40               |
| 45,743        | 52,914        | 120       | 120                 | 80               |
| 52,914        | 54,447        | 40        | 40                  | 40               |
| 54,447        | 60,867        | 120       | 120                 | 80               |
| 60,867        | 61,900        | 100       | 100                 | 80               |
| 61,900        | 65,260        | 120       | 120                 | 80               |
| 65,260        | 68,400        | 120       | 120                 | 100              |
| 68,400        | 69,518        | 120       | 120                 | 100              |
| 69,518        | 78,137        | 100       | 100                 | 60               |
| 78,137        | 82,290        | 70        | 70                  | 70               |
| 82,290        | 85,096        | 60        | 60                  | 60               |
| km pocz.      | km końcowy    | Tor 2     | Tor 2               | Tor 2            |
| 0,749         | 2,300         | 60        | 60                  | 60               |
| 2,300         | 14,000        | 50        | 50                  | 50               |
| 14,000        | 21,063        | 100       | 100                 | 60               |
| 21,063        | 23,627        | 100       | 100                 | 80               |
| 23,627        | 53,500        | 100       | 100                 | 60               |
| 53,500        | 54,396        | 100       | 100                 | 50               |
| 54,396        | 60,273        | 120       | 120                 | 80               |
| 60,273        | 61,900        | 100       | 100                 | 80               |
| 61,900        | 65,270        | 120       | 120                 | 80               |
| 65,270        | 67,031        | 120       | 120                 | 100              |